# Медовичка ветарська
Медови́чка ветарська (Myzomela kuehni) — вид горобцеподібних птахів родини медолюбових (Meliphagidae). Ендемік Індонезії. 

## Поширення і екологія
Ветарські медовички є ендеміками острова Ветар. Вони живуть у вологих тропічних лісах і чагарникових заростях, на полях і в садах.